# Anonimul venețian (film)
Anonimul venețian (în italiană Anonimo Veneziano) este un film dramatic italian din 1970, regizat după propriul scenariu de celebrul actor italian Enrico Maria Salerno, aflat la debutul său ca regizor de film. Rolurile principale sunt interpretate de actorul american Tony Musante și de actrița braziliană Florinda Bolkan.
Filmul se remarcă în special prin muzica sa romantică, compusă de Stelvio Cipriani⁠(d). În partitura muzicală a filmului există și un Adagio, atribuit în mod eronat compozitorului venețian baroc Benedetto Marcello (n. 31 iulie sau 1 august 1686 – d. 24 iulie 1739). În realitate, autorul concertului D pentru oboi și orchestră a fost fratele său mai mare, Alessandro (1 februarie 1673 – 19 iunie 1747). În 1970, Frida Boccara a înregistrat melodia „Venise Va Mourir”, tema muzicală principală a filmului (versiune franceză, cu versuri de Eddy Marnay⁠(d)), pe care a interpretat-o ulterior la Festivalul de Film de la Cannes. Tony Renis a înregistrat-o ca „Anonimo veneziano” (versiuni în engleză și italiană, 1970) și „Venise Va Mourir” (1971, versiune franceză). Cântăreții Sergio Denis⁠(d) (1971), Fred Bongusto (1971), Ornella Vanoni (1971) și Nana Mouskouri („To Be the One You Love”, 1973), au interpretat și ei această piesă muzicală.

## Rezumat
Un muzician venețian este afectat de o boală incurabilă. El aranjează să-și întâlnească soția, care locuiește acum cu un alt bărbat într-un alt oraș, dar nu-i destăinuie starea lui de sănătate. Cei doi se plimbă împreună pe străzile și canalele Veneției și își amintesc de vremurile fericite când trăiau împreună, fără ca femeia să știe că soțul ei se află în faza terminală a bolii. El trebuie să interpreteze o piesă muzicală clasică, descoperită recent, dar fără compozitor cunoscut (intitulat din acest motiv „Anonimul venețian”). Ea își dă seama în cele din urmă că este încă îndrăgostită de el.

## Distribuție
- Florinda Bolkan — Valeria
- Tony Musante — Enrico
- Toti Dal Monte⁠(d) — dna Gemma

### Dublaj de voce (în limba italiană)
- Maria Pia Di Meo⁠(d) — Valeria
- Sergio Graziani⁠(d) — Enrico
- Lydia Simoneschi⁠(d) — dna Gemma

## Premii
- David di Donatello: cea mai bună actriță (Florinda Bolkan), David special pentru Enrico Maria Salerno.
- Nastro d'Argento: cea mai bună imagine color (Marcello Gatti), cea mai bună muzică (Stelvio Cipriani).